# Немесио Диэс (стадион)
Стадион «Немесио Диэс» (исп. Estadio Nemesio Díez), именуемый также «Ла Бомбонера», — один из старейших футбольных стадионов Мексики. Вместительность составляет 27 000 зрителей. Расположен в Толука-де-Лердо, Мехико, недалеко от столицы. Домашняя арена местного футбольного клуба «Толука». 

## История
В 1917 году клуб «Толука» располагал лишь небольшим футбольным полем с крытыми деревянными трибунами на старом проспекте Колон (сейчас: шоссе Колон). В 1953 году руководство клуба купило права на стадион «Патрия». Он претерпел несколько изменений и 8 августа 1954 года был официально открыт как клубный стадион «Толуки». Позже был переименован в «Эктор Барраса», затем в «Луис Гутьеррес Досаль», «Толука 70», «Толука 70-86», после чего получил нынешнее название «Немесио Диэс Рьега». Более известен как «Ла Бомбонера де Толука» (хотя это никогда не было его официальным названием) из-за схожести со стадионом аргентинской «Боки Хуниорс». 
Известен тем, что принимал у себя два матча чемпионат мира по футболу (1970 и 1986). Его особенностью было отсутствие системы освещения, что вынуждало играть местную команду в дневное время. Однако, всё изменилось, когда «Толука» приняла участие в Южноамериканском кубке, потому что КОНМЕБОЛ не разрешал участвовать в турнире футбольным клубам, не имеющим системы освещения на домашнем стадионе.
Имеет вместительность 27 000 зрителей, трибуны разделены на 4 зоны: «Палькос», «Соль Хенераль», «Сомбра Преференте» и «Сомбра Хенераль». Существуют также ложи для прессы, телевидения и радио, которые расположены на трибуне под козырьком.